# Edith von Térey

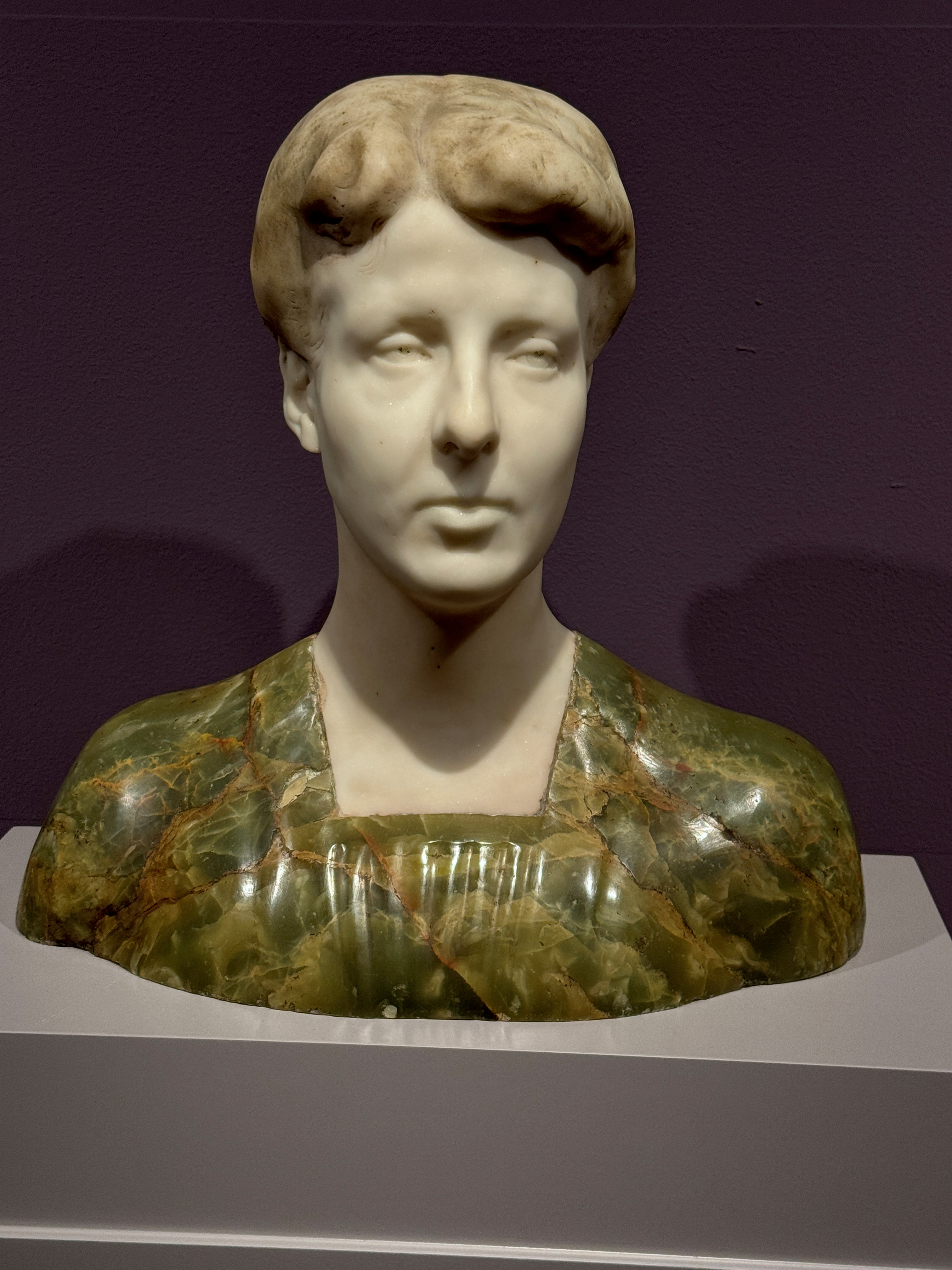
Edit Térey, Bildnisbüste von Miklós Ligeti, Budapest, Ungarische Nationalgalerie

Edith von Térey, geborene Müller, ungarisch Térey Edit, (* 1877; † 23. Februar 1929 in Freiburg im Breisgau) war eine deutsch-ungarische Schriftstellerin.

## Leben
Edith Müller studierte Kunstgeschichte an der Universität Freiburg, wo sie den dort lehrenden ungarischen Kunsthistoriker Gábor von Térey (1864–1927) kennenlernte. Nachdem dieser sich 1896 scheiden gelassen hatte, heirateten die beiden 1898 in Freiburg und zogen nach Budapest, wo Gábor Térey die Stelle als Abteilungsleiter der Gemäldegalerie alter Meister innehatte. Sie lernte Ungarisch, schrieb jedoch auf Deutsch.
Edith von Térey schrieb regelmäßig für den Pester Lloyd und für diverse deutschsprachige Zeitschriften. Sie veröffentlichte mehrere Essays und Feuilletonbeiträge über Thomas Mann, mit dem sie in Korrespondenz stand und dessen Werke sie als erste ins Ungarische übersetzte. Sie beschäftigte sich viel mit philosophischen Werken, bis sie 1926 in den Ruhestand ging. Sie zog mit ihrem Mann nach Baden, wo dieser 1927 starb, ging dann zu ihrem Sohn Bennó Térey (1902–1973) nach New York und kehrte aber schon bald in das Haus ihrer Eltern in Freiburg zurück. Sie schrieb regelmäßig Artikel, die in den Vereinigten Staaten und in Deutschland Anklang fanden und verfasste auch weiterhin Schriften für den „Pester Lloyd“. 
Da Edith von Térey den Tod ihres Mannes und ihre Einsamkeit nicht überwinden konnte, erhängte sie sich im Februar 1929 im Haus ihrer Eltern. Sie war eine bekannte Persönlichkeit im künstlerischen Leben von Pest und wurde in seinem Nachruf als eine Schriftstellerin von außergewöhnlicher Bildung und Intelligenz beschrieben, die „über eine feine Feder“ verfügte.

## Schriften (Auswahl)
- Die Sammlung Adolph Lewisohn, New York. In: Kunst und Künstler. Bd. 27 (1929), S. 417–424